# Красно (Нижегородская область)
Красно́ — село в Вачском районе (с 1929 года) Нижегородской области. Входит в состав Чулковского сельсовета. Стоит на правом берегу речки Добрушки (правом притоке речки Тужи, которая, в свою очередь, является правым притоком Оки). Находится на расстоянии около 4 км от Оки.
Население — 7 жителей (зимы 2007—2008).
В прошлом — село Загаринской волости Муромского уезда Владимирской губернии.

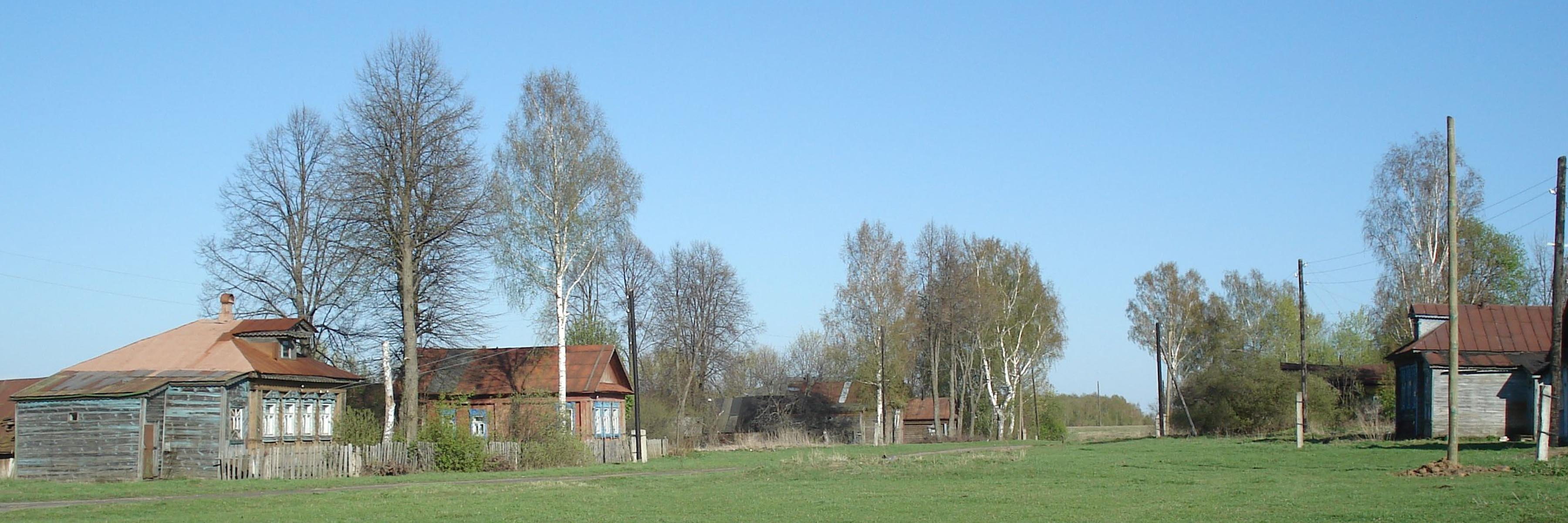
Красно. Восточный (верхний) конец села

## Из истории

### XVII век
Время первоначального основания церкви в селе Красно и образования Красненского прихода неизвестно. Но в XVII веке в Красно уже была церковь (деревянная). В окладных книгах Рязанской епархии за 1676 год сказано: «В селе Красне — церковь Николая Чудотворца; у той церкви дворы попов Зиновия, Василия и Ивана, дворы пономарской и просвирницын да в приходе: 9 дворов крестьянских и 10 бобылских, в деревне Высокой — 34 двора крестьянских и 4 бобылских, в д. Курмыкове — 9 дворов крестьянских, в д. Заставах — 9 дворов крестьянских, в д. Щедринце — 36 дворов крестьянских и 6 бобылских, в д. Жекине — 36 дворов крестьянских, в д. Вшивкове — 5 дворов, в д. Липовке — 4 двора, в д. Хвощах — 5 дворов, в д. Павликове — 25 дворов крестьянских и 11 бобылских, в д. Ивашевой — 9 дворов крестьянских и 1 бобылский, в д. Соболевой — 20 дворов крестьянских и 1 бобылский. Да по сказке Николаевского попа Зиновия со товарищи церковные земли Государева жалования 24 четверти, сенных покосов 120 копён.»

### XVIII век
Вышеупомянутая церковь существовала в Красно до 1776 года и пришла в ветхость. Поэтому местный вотчинник С… Наумович Сенявин испросил у епископа Владимирского Иеронима благословение на построение каменного храма. Храм был построен и освящён в честь св. Николая Чудотворца. Этот храм был небольшой и холодный. Богослужение в зимнее время с 1797 года совершалось в тёплом деревянном храме в честь Владимирской иконы Божией Матери, который был приобретён в Муроме.

### XIX век

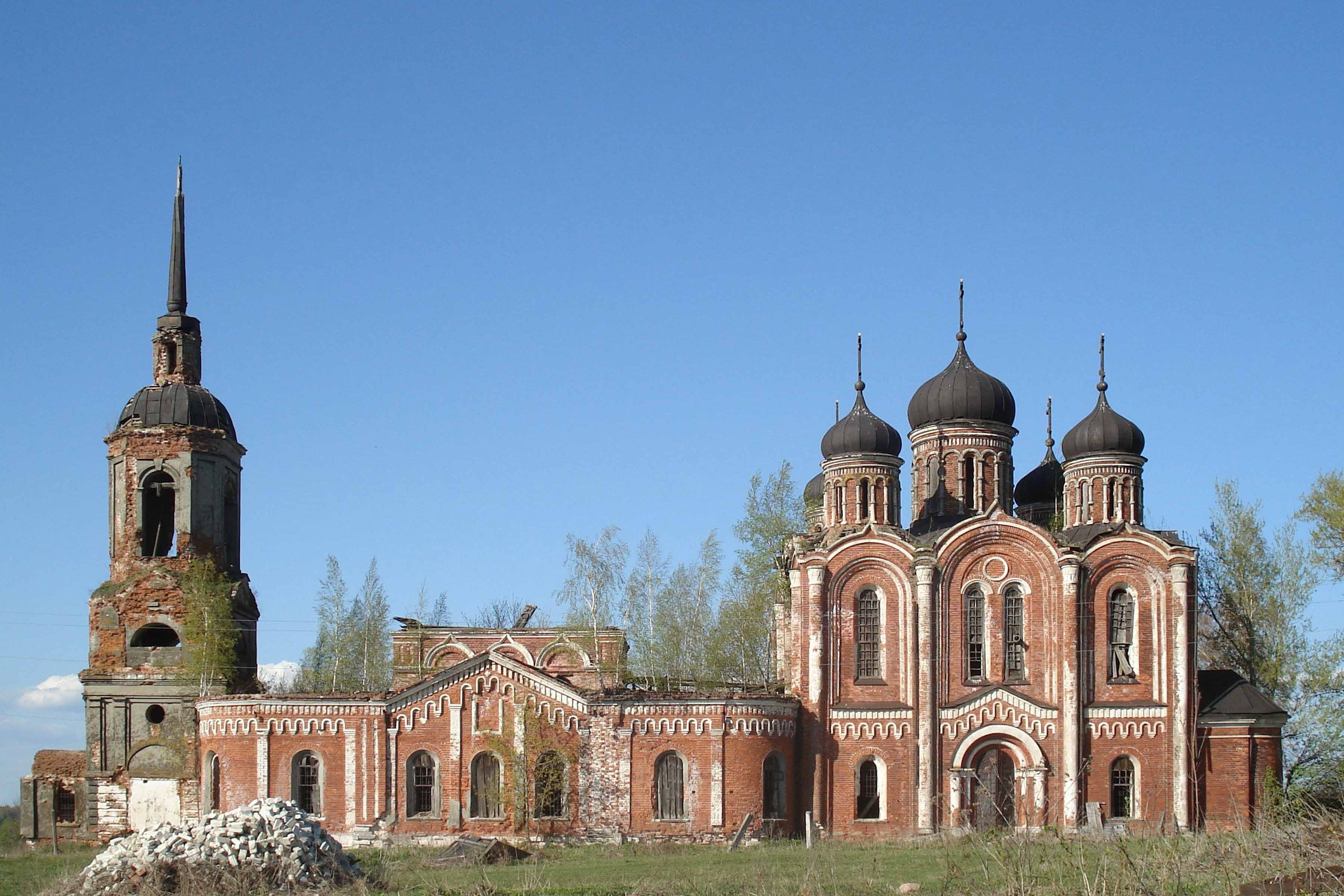
Красно. Троицкая церковь, 1860-67 гг.

В 1814 году к каменному храму была пристроена тёплая трапезная; в ней устроено два придела: во им святой Троицы и Владимирской иконы Божией Матери. Тогда деревянная церковь была упразднена.
В середине XIX века Красно относилось к владениям князя Сергея Григорьевича Голицына (1803—1868) и имело не более пяти десятков дворов. Господского дома в Красно не было.
В 1860-63 годах главный каменный храм был разобран и устроен новый более обширных размеров: в 1866-67 годах разобрана и построена вновь трапеза этого храма. Новый храм пятиглавый довольно величественной и изящной архитектуры. Престолов в этом храме три: главный во им Живоначальной Троицы, в трапезе тёплой — во им святого Николая Чудотворца и Владимирской иконы Божией Матери.

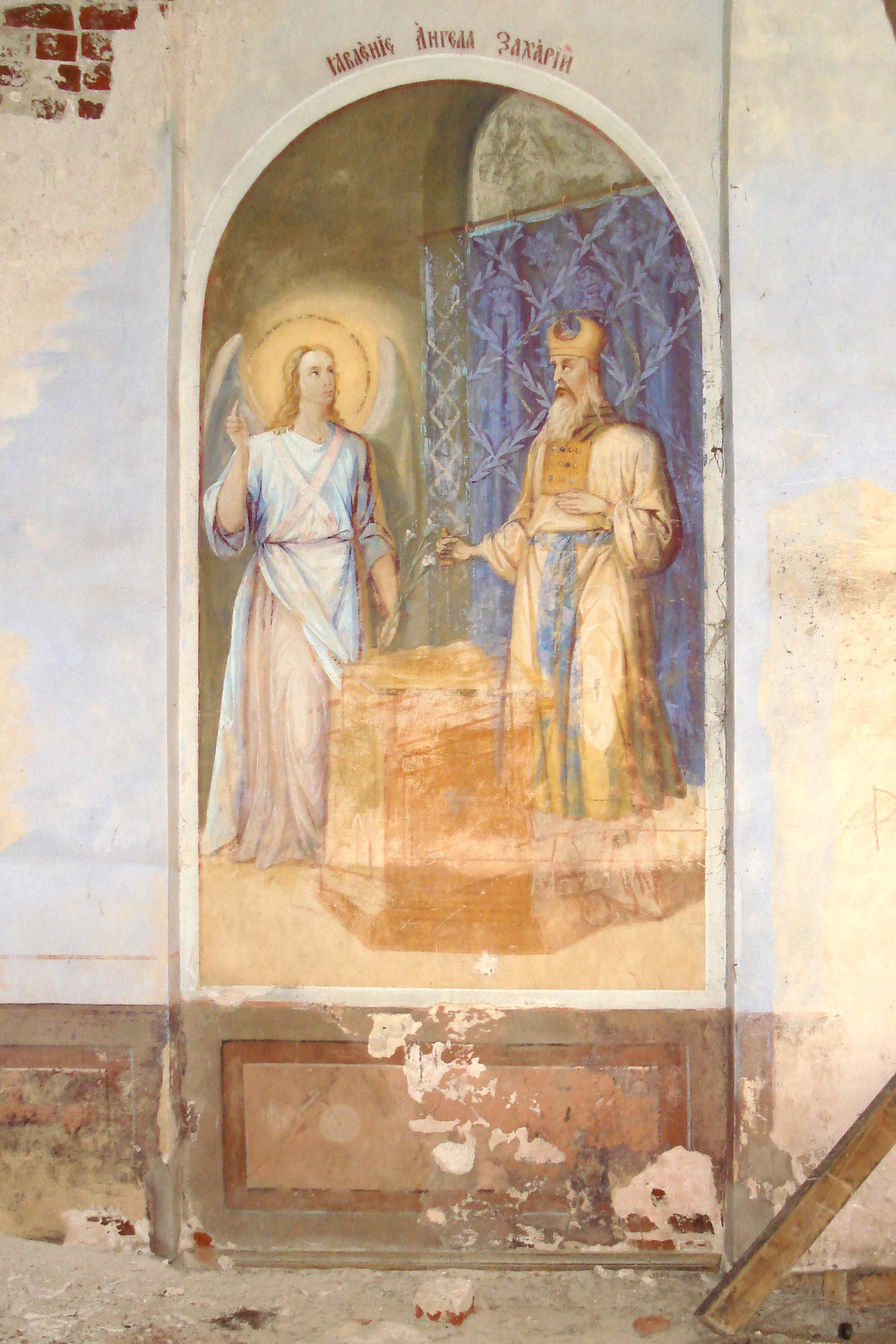
Троицкая церковь. Явление ангела Захарии. Одна из немногих сохранившихся стенных росписей

Храм внутри весьма богато украшен иконами и живописью. В иконостасе главного храма иконы их прежнего храма — художественной работы. По преданию, эти иконы были написаны по заказу храмосоздателя (конца XVIII века) Синявина, в Академии художеств. Утварь и ризница церковная также весьма богаты.
Строительство Троицкой церкви организовали два богатых жителя соседних деревень: Смолин из Соболево и Евдокимов из Высоково. Был запущен небольшой кирпичный завод. Глину для кирпичей добывали в карьере на расстоянии 1 км от села. Строительство продолжалось 12 лет. Церковь была богато украшена: множество икон, красивое большое паникадило. Вокруг церкви была узорчатая ограда со стеклянными разноцветными шарами, в которых зажигались свечи, стояли 4 круглые башни и две белые сторожки. Купола были зелёного цвета, кресты — жёлтого.
Причта при церкви по штату положено: два священника, диакон и два псаломщика. На содержание их получается из разных источников около 1850 руб. ежегодно. Дома у членов причта собственные на церковной земле. Земли при церкви: усадебной 2 десятины 407 кв. сажень, в том числе под церковью, улицей и дорогами 1377 сажень, сенокосной 5 десятин 548 сажень, пахатной 37 десятин 1262 сажени, из которых неудобной для пашни 4½ десятины, а всего 44 десятины 2217 сажень.
Во второй половине XIX века настоятелем красненской Троицкой церкви был протоиерей Ксенофонт Смирнов. Помощником настоятеля был священник Иоанн Белавин, диаконами и псаломщиками были (не одновременно): Евдоким Альбицкий, Иван Победоносцев, Николай и Василий Орловы, Михаил Сокольский и др.
К концу XIX века состав прихода по сравнению с XVII веком почти не изменился. Из прихода была только исключена деревня Липовка, расположенная на левом берегу Оки, не вошедшая в состав Муромского уезда. По клировым ведомостям на конец века в Красненском приходе числилось 538 дворов, 1413 душ мужского пола и 1549 женского, в том числе раскольников 4 души. Это было второе по значению село Загаринской волости. Только в нём, не считая волостного села, были церковь и школа (училище).

#### Протоиерей Ксенофонт Смирнов

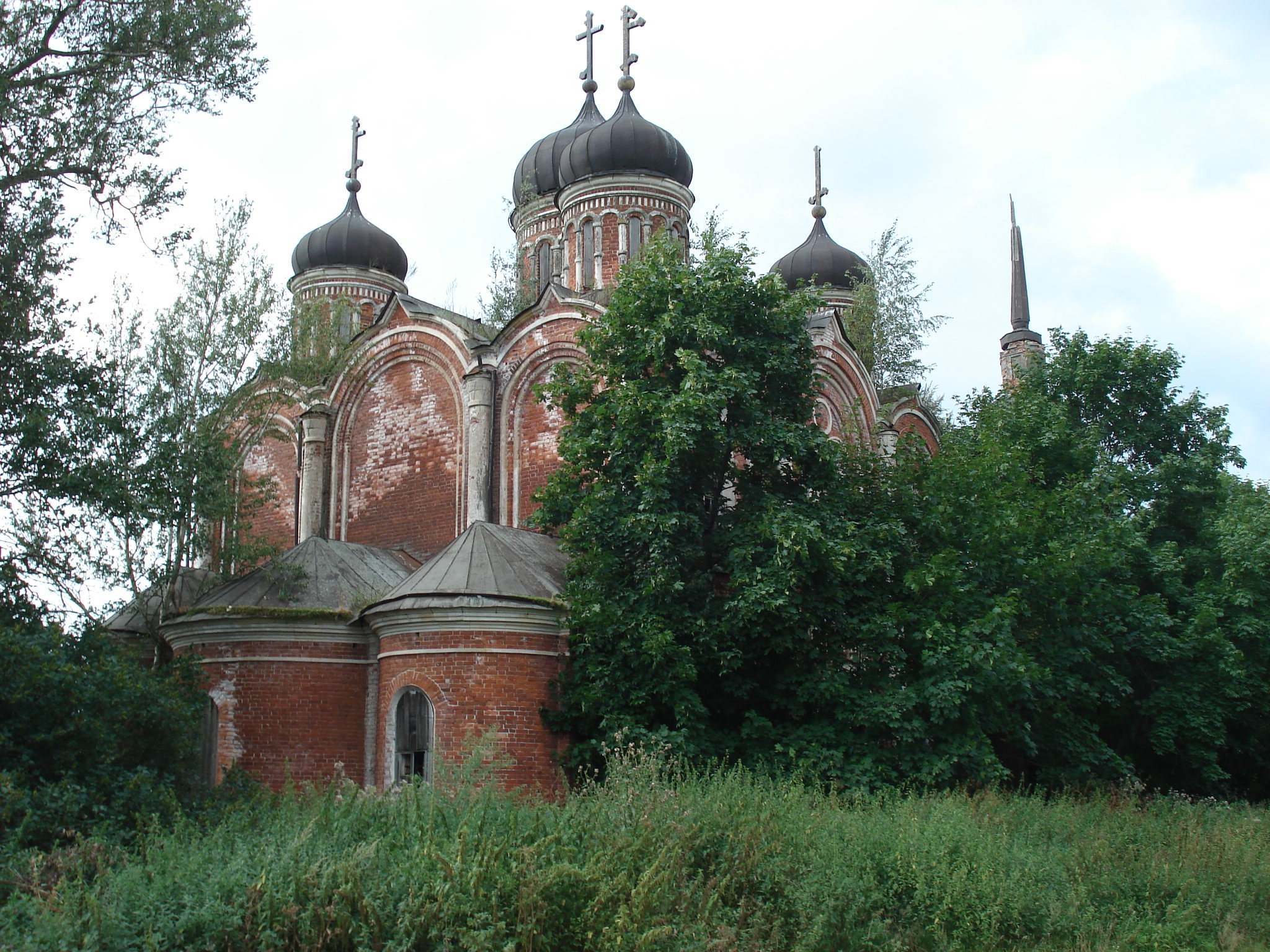
«…храм пятиглавый довольно величественной и изящной архитектуры…»

Настоятель Троицкой церкви Ксенофонт Прохорович Смирнов (1822, село Борисоглебское Муромского уезда Владимирской губернии — 1904, Красно) закончил Муромское духовное училище (1830—1836), затем Владимирскую духовную семинарию (1836—1842), был рукоположён в сан священника в 1842 году, в 1889 году возведён в достоинство протоиерея, в 1893 году получил потомственное дворянство[уточнить], был награждён орденами Св. Анны 3-й ст. и Св. Владимира 4-й ст.. У него и его супруги, Татьяны Ивановны (1820—1904) было 5 детей. В том числе, три сына:
- Иван (1844, Красно — 1919, Рязань), в иночестве Иоанн — архиепископ Рижский и Митавский, затем Рязанский и Зарайский, автор большого числа богословских сочинений;[9]
- Николай (1847, Красно — 1907, Пенза) — кандидат богословия Киевской духовной академии, преподаватель литургики, практики и гомилетики Пензенской духовной семинарии, редактор «Пензенских Епархиальных Ведомостей», статский советник;[10]
- Федор (1852, Красно — 1929, Москва) — управляющий Олонецкой (1908 г.), Курской (1908—1912 гг.) и Рязанской (1912—1917 гг.) контрольных палат, кавалер орденов Св. Анны 2 ст., Св. Владимира 4-й ст. и Св. Станислава 1-й ст. Действительный статский советник. В 1918—1919 годах — член Рязанской губернской коллегии Рабоче-Крестьянской инспекции.[8]

### XX век

#### Красно в советское время
В 1928—1954 годах в Красно функционировали «Красненский сельский Совет депутатов трудящихся» и его исполнительный комитет.
Красно было центром колхоза «Идея Ильича», который позже, при укрупнении, влился в Чулковский колхоз. В Красно были клуб, медицинский пункт, аптека, молочная ферма.
К Красно подходила асфальтовая дорога, частично сохранившаяся и в настоящее время.
Основным транспортом, на котором приезжали и уезжали из Красно в советский период, был речной. Ближайшая пристань, Пожога, находилась на расстоянии около 5 км. Чтобы попасть к ней, надо подняться к Высоково, стоящим на высоком коренном берегу Оки, Перемиловских горах (абсолютная высота в данном районе немного больше 140 м) и спуститься по круто проходящей вниз дороге (урез воды Оки около пристани 69 м).

#### Священники Евгений Красовский и Пётр Сперанский
Последними священнослужителями Троицкой церкви села Красно были:
- Священник Евгений Иванович Красовский, род. в 1866 году в селе Бережок Юрьевского уезда Владимирской губернии. Он был образованным человеком, знал три иностранных языка, преподавал в церковно-приходской школе.[11][12]
- Священник Пётр Васильевич Сперанский, род. в 1878 году в селе Расстригино Фоминской волости, Владимирской губернии.[11]
- Дьякон Пётр Иванович Аршинов.

18 ноября 1937 за священниками и дьяконом приехал милиционер, посадил их всех на одну подводу и повёз в сторону Павликово. 13 декабря оба священника были осуждены по обвинению в контрреволюционной деятельности и 26 декабря 1937 года вместе со священниками Русской православной церкви Леонидом Воскресенским из Большого Загарино, Сергеем Розановым из Малого Загарино и Евгением Никольским из Яковцево (длительное время жившим и служившим в Красно) и старообрядческим, Русской Православной Старообрядческой Церкви, священником Алексеем Васильевым села Федурино расстреляны.
Дьякон Аршинов также был арестован, после чего направлен на лесоповал. В 1939 году он был освобождён, вернулся в Красно и вскоре принят в колхоз.

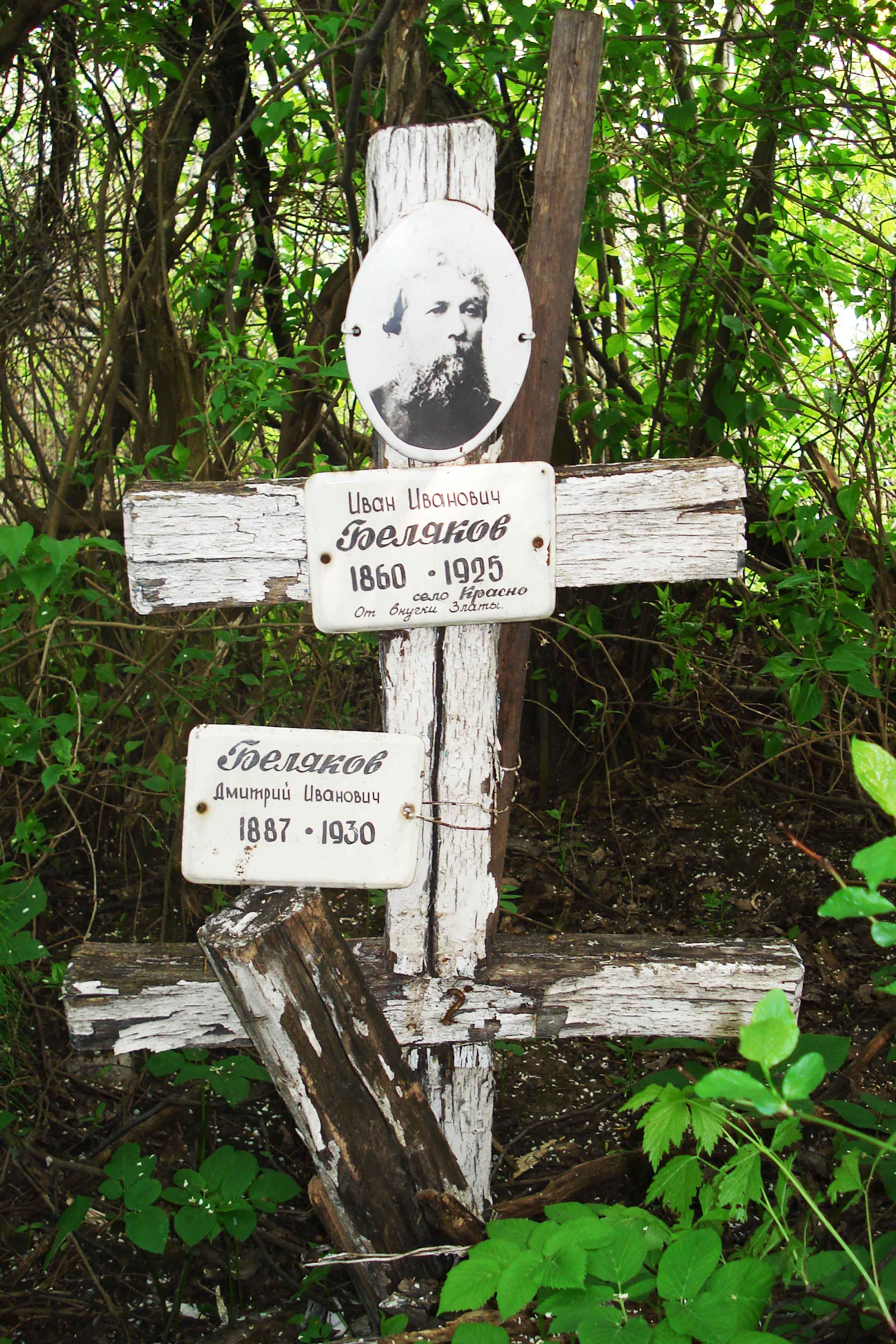
Могилы старообрядцев на красненском кладбище

### Старообрядцы
Несмотря на такой состав представителей Русской православной церкви в Красно, некоторые из красненцев были старообрядцами. Свои требы они совершали в старообрядческой церкви Успения Пресвятой Богородицы находящегося неподалёку села Федурино, старообрядческая, Белокриницкого согласия, община которого сохранилась до сих пор. Могилы старообрядцев на красненском кладбище находятся на некотором удалении от других (ограды кладбище не имеет).
Старообрядцы в Красно представлены двумя фамилиями: Беляковыми и Пименовыми. В начале XX века Беляковы были самыми зажиточными и предприимчивыми жителями Красно. У них было своё колбасное и молочное производство, небольшая мельница, а также, недалеко от Красно, два хутора, ныне не сохранившиеся.

### Школы в Красно
Земская школа в Красно была основана в 1874 году. В 1898 году в ней было 58 учащихся. Отмечалось, что школа удобная, но что она нуждается в ремонте классной мебели. По другой информации, в земской народной школе Красно в 1896 году было 65 учащихся. Кроме того, в Красно в это время существовала женская церковно-приходская школа, в которой было 19 учениц.

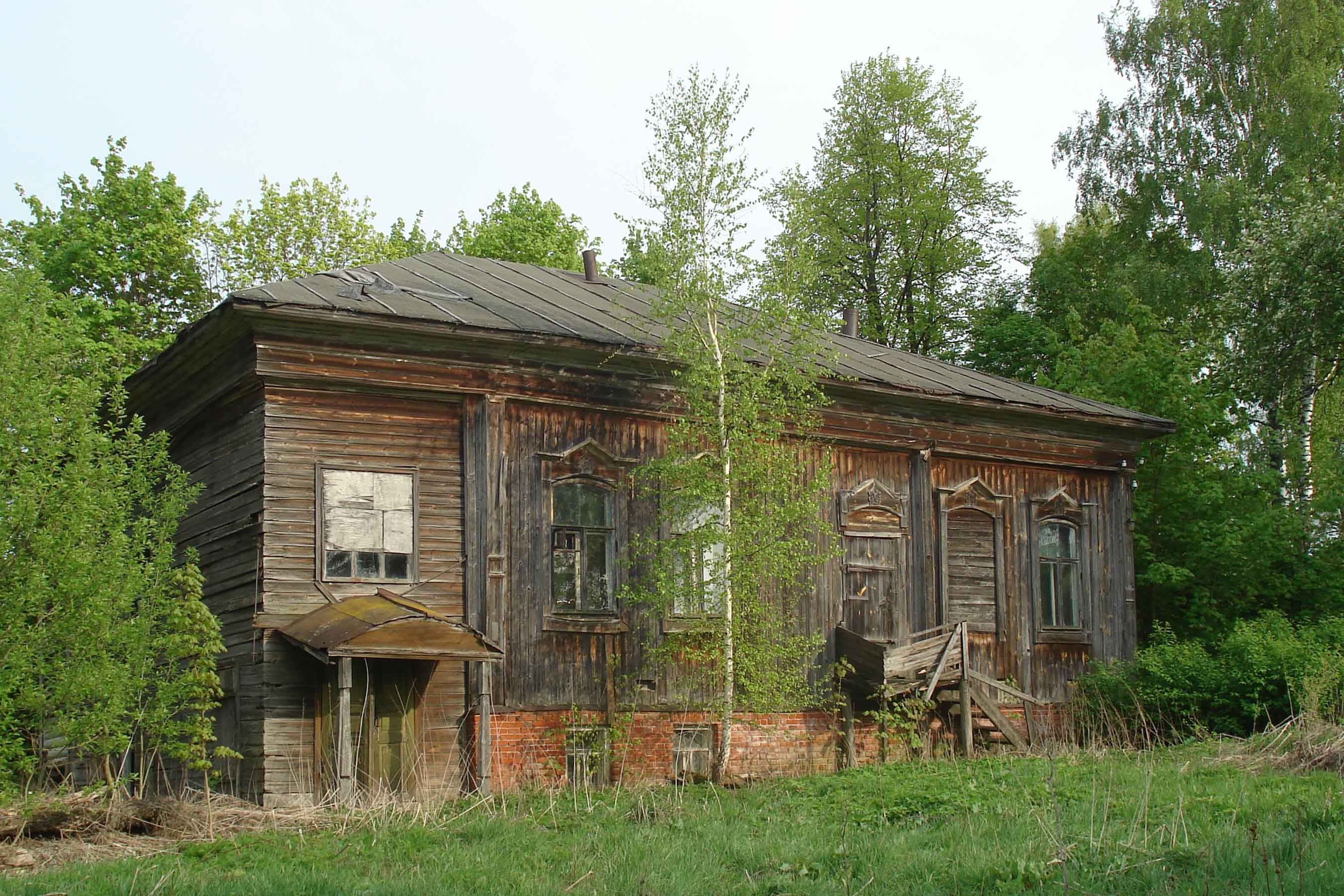
Здание бывшей земской школы

В советское время в Красно была начальная школа, которая закрылась в начале 60-х годов. Школа располагалось в дореволюционном деревянном здании земской школы, которое, несмотря на то, что в последние годы было заброшено (некоторое время, после закрытия школы, в здании было отделение связи), до настоящего времени находится в хорошей сохранности. Среди учителей школы были: Сергей и Ольга Сокольские (жившие в Большом Загарино), Ольга и Евгения Смирновы, Софья и Надежда Никольские (выходцы из семей вышеупомянутых священнослужителей) и др.
Здание церковно-приходской школы не сохранилось.

## Население
| 1859 | 1905 | 1926 | 1999 | 2002 | 2010 |
| ---- | ---- | ---- | ---- | ---- | ---- |
| 289  | ↘286 | ↗327 | ↘21  | ↘18  | ↘12  |

## Красно сегодня
Красно представляет собой две линии домов, смотрящих друг на друга, образующих очень широкую улицу, одним концом круто спускающуюся к речке Добрушке и в этом месте превратившуюся в овраг. Сегодня в Красно нет никаких предприятий, учреждений, торговых точек. Ближайший магазин — в Щедрино (около 3 км). Село не газифицировано. Один телефон на всю деревню. Таксофон появился в 2009 году.
Общее число домов в Красно около пятидесяти. Три четверти из них летом заполняются «дачниками» — в основном бывшими жителями Красно и их семьями. В 2007—2008 гг. в Красно зимовало всего 7 человек (три хозяйства). Некоторые из домов нежилые и, также как и Троицкая церковь, в аварийном состоянии. В отличие от соседних деревень Соболево, Высоково, Кошкино и других, в Красно не сохранились ни дореволюционные кирпичные двухэтажные или с кирпичным первым этажом дома, ни, так называемые «палатки» (как, например, в Пожоге или Третьем Поле).
Добраться до Красно можно по автодороге Р125 Муром — Нижний Новгород, повернув у Федурино (рядом с поворотом на Вачу) в сторону Чулково, проехав по асфальтированной дороге около 14 км и ещё примерно 4,5 км — по грунтовой дороге (с частичным покрытием старым асфальтом), преодолеваемой на обычном легковом автомобиле только при отсутствии осадков. Летом, при сухой погоде, возможен также проезд по полю, через Павликово.

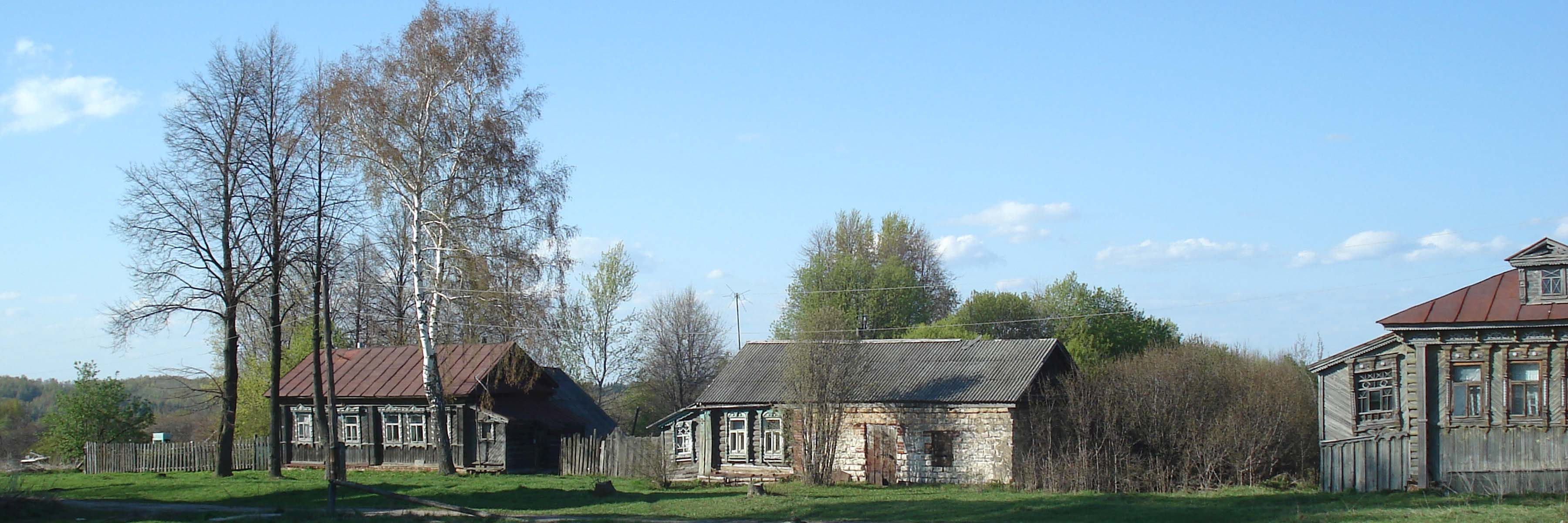
Центральная часть села. Виден один из двух сохранившихся фрагментов дореволюционных красненских каменных зданий

## Красненцы, представленные в Википедии
- Гогунов, Иван Семёнович (1900—1976) — генерал-майор.
- Иоанн (Смирнов, Иван Ксенофонтович) (1884—1919) — архиепископ Рязанский и Зарайский, духовный писатель.
- Мякиньков, Юрий Павлович (1929—1997) — радиофизик, Лауреат Ленинской премии.[20]
- Смирнов, Николай Ксенофонтович (1847—1907) — редактор «Пензенских Епархиальных Ведомостей», кандидат богословия.